# Nancy Ludington
Nancy Irene Ludington, nata Rouillard (Stoneham, 25 luglio 1939), è un'ex pattinatrice artistica su ghiaccio statunitense.

## Palmarès
Coppie con Ronald Ludington
| Evento                       | 1957 | 1958 | 1959 | 1960 |
| ---------------------------- | ---- | ---- | ---- | ---- |
| Giochi olimpici invernali    |      |      |      | 3°   |
| Campionati mondiali          | 4°   | 5°   | 3°   | 6°   |
| North American Championships | 3°   |      |      |      |
| Campionati statunitensi      | 1°   | 1°   | 1°   | 1°   |